# Juraj Dlouhý
Juraj Dlouhý (23. dubna 1907 Krakov – 8. listopadu 1951 Bratislava) byl slovenský úředník odsouzený komunistickým režimem v politickém procesu k trestu smrti a popravený v roce 1951.

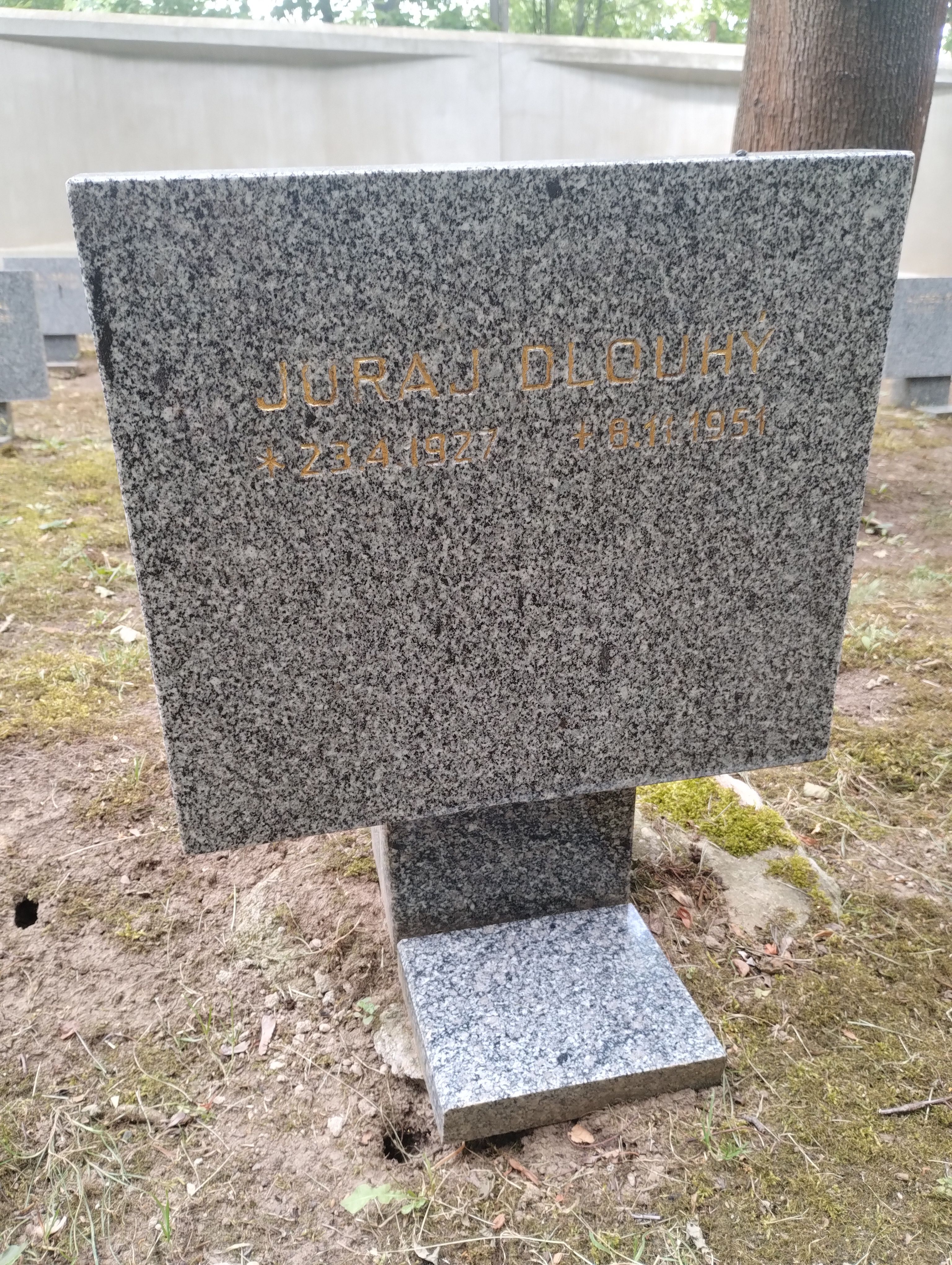
Symbolický náhrobek Juraje Dlouhého na Čestném pohřebišti v Ďáblicích

Narodil se v roce 1907 v Krakově. Od roku 1936 pracoval jako pomocný úředník na francouzském konzulátu v Bratislavě. Po začátku druhé světové války působil v Pražské kreditní bance. Po konci války nastoupil v únoru 1946 na konzulát jako tlumočník-sekretář. Po únorovém převratu byl sledován Státní bezpečností. Kvůli svým kontaktům na emigranty, kteří po komunistickém převratu opustili Československo, byl v nakonec v lednu 1951 zatčen. Státní soud v Bratislavě jej v červnu 1951 v politickém procesu za trestné činy velezrady a vyzvědačství odsoudil k trestu smrti. Popraven byl v listopadu 1951.